# Фрідлянд Семен Якович
Семен Якович Фрідлянд (17 квітня 1927 — 7 березня 1978) — радянський і український спортсмен і тренер з тенісу; Майстер спорту СРСР (1952) .

## Біографія
Народився 17 квітня 1927 року в Києві.
Тенісом почав займатися в школі. До війни став чемпіоном Києва (1940 рік) серед хлопчиків. Виступав за ДСТ «Спартак» (Київ і Москва). Був неодноразовим чемпіоном цього спортивного товариства. З 1953 року жив у Москві. Став фіналістом чемпіонату СРСР (1954) в парному і змішаному (мікст) розрядах. Чемпіон УРСР (1947-1951) в одиничному розряді. Чемпіон Києва (1946 1947) в одиничному і парному розрядах. Чемпіон Москви (1954, в одиничному розряді; 1957 в парному розряді). Чемпіон ВЦРПС (1953, в одиничному розряді; 1953 і 1958 в парному розряді). У 1950-1959 роках Семен Фрідлянд входив в десятку найсильніших тенісистів СРСР. 
Після закінчення спортивної кар'єри зайнявся тренерською роботою. Був тренером збірної Москви, яка перемогла на Спартакіаді народів СРСР 1959 року.
Помер 7 березня 1978 року в Москві. Похований на Ніколо-Архангельському кладовищі Балашихинского району Московської області.
Син — письменник Леонід Колганов.